# Числа (Библия)
Числа (на гръцки: οι Αριθμοί; на латински: Numeri; на иврит: בְּמִדְבַּר, Бе мидбар – „В пустинята“) е четвъртата книга от Библията, от Стария завет и от Петокнижието (петте Мойсееви книги).
Тази книга е наречена от гръцките си преводачи „Числа“, защото в първите глави се говори за преброяването на израилтяните. От всичките книги на Петокнижието тя е с най-сложна структура. В нея се преплитат три от четирите предания (източници), представляващи основа на Петокнижието. Основа за нейното единство е темата, посочена в първия ѝ стих, която е отразена и от еврейското ѝ заглавие „В пустинята“.